# Principatul Transilvaniei

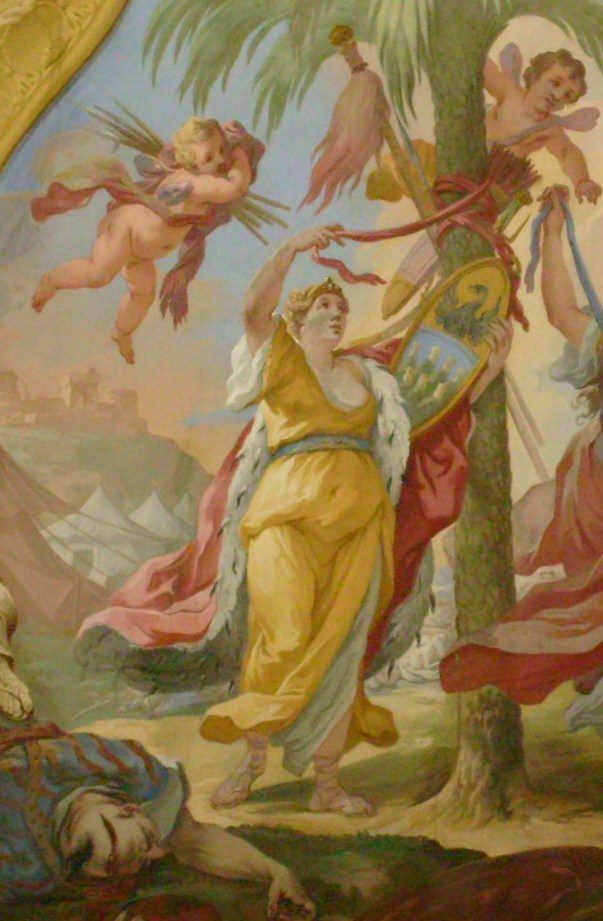
Transilvania biruitoare, alegorie de Bartolomeo Altomonte (1723), Mănăstirea Sankt Florian, (Austria de Sus)

Principatul Transilvaniei a fost o formațiune statală de sine stătătoare care a succedat voievodatului Transilvaniei între 1541 și 1699. Teritoriul său a fost mai mare decât cel al voievodatului și regiunii istorice Transilvania, cuprinzând în plus Partium, anume Crișana, Sătmarul și Maramureșul istoric. După 1699, Principatul Transilvaniei a continuat să existe ca entitate politică separată, denumită Marele Principat al Transilvaniei, însă fără armată și fără politică externă proprie. Titlul de principe al Transilvaniei a fost atunci preluat de împărații din Casa de Habsburg.

## Istoric
În 1541 Soliman Magnificul l-a înlăturat pe regele minor Ioan Sigismund Zápolya (născut 1540) de la conducerea Ungariei și l-a numit principe al Transilvaniei (4 septembrie), iar pe George Martinuzzi, episcopul Oradiei, ca guvernator până la majoratul principelui. Regina Isabella Jagiełło a predat coroana regală împăratului Ferdinand I. Acesta a fost considerat moștenitorul Regatului Ungariei, dar avea în posesie efectivă doar partea nordică a acestuia, aproximativ actuala Slovacie, cu capitala la Pojon (azi Bratislava). Principatul Transilvaniei a fost recunoscut de Imperiul Otoman ca stat cvasiindependent, suzeranitatea turcească fiind acceptată de dietele de la Târgu Mureș (26 ianuarie 1542), Turda (29 martie 1542 și la 1 august 1544), plătind totuși Porții Otomane un dar anual de complezență („munus honorarium”) în valoare de 10.000 de ducați. În această calitate, a participat ca țară beligerantă în cadrul Războiului de Treizeci de ani și a încheiat o serie de tratate cu țări europene, de pe poziție de egalitate. De subliniat faptul că principatul nu includea Banatul (aflat sub stăpânire turcească) și, după 1660, nici Bihorul, transformat de asemenea în vilayet, cu centrul la Oradea.
În anul 1542 sașii, prin Johannes Honterus, au aderat la reforma protestantă. Ulterior o parte a populației maghiare din Transilvania a aderat de asemenea la reformă, în varianta ei calvinistă respectiv unitariană. 
Principele Transilvaniei Sigismund Báthory, prin așa-numitul plan dacic, a încercat sa-și impună stăpânirea și în Țara Românească și Moldova, în 1595.
În anul 1599 Mihai Viteazul a ocupat Transilvania și și-a asumat guvernarea ei ca locțiitor al sfântului împărat roman Rudolf, controlând în perioada iunie - septembrie 1600 simultan Transilvania, Țara Românească și Moldova. Situația politică încordată care l-a constrâns la această acțiune a făcut însă și ca această situație să nu se prelungească. Transilvania a devenit mai apoi leagănul partidului naționalist ungar, care lupta împotriva monarhilor habsburgi.
Transilvania a intrat la sfârșitul secolului al XVII-lea în componența Imperiului Austriac, ca principat autonom, cu parlament propriu (Dieta Transilvaniei).
În 1685 trupele austriece intră pe teritoriul Transilvaniei, iar în 1699, prin Tratatul de la Karlowitz (azi Sremski Karlovci, în Serbia), Imperiul Otoman cedează Austriei: Ungaria, Transilvania, Croația și Slavonia. Banatul Timișoarei rămânea în componența Imperiului Otoman. Banatul a fost anexat de Austria în 1718 prin Tratatul de la Passarowitz (azi Požarevac, în Serbia).

## Populația
În 1549, Antun Vrančić nota în De situ Transylvaniae, Moldaviae et Transalpinae, că «Transilvania este locuită de trei națiuni: secuii, ungurii, sașii; adjungam tamen et Valachos, qui quamlibet harum facile magnitudine aequant - totuși n-au nici o libertate, nici o nobilime, nici un drept al lor...» Textul a fost tălmăcit de istoricii maghiari în sensul că, în acel moment, românii erau la fel de numeroși ca fiecare dintre cele trei națiuni ale provinciei, deși traducerea corectă ar trebui să fie următoarea: «aș adăuga totuși și pe români care, deși îi ajung ușor la număr (= pe cei anterior enumerați, luați laolaltă n.n.), totuși ...».
În acest fel a fost înțeles textul de numeroși istorici români și străini. Așa îl și redă în versiunea italiană un erudit cunoscător al vieții și operei autorului: «A questi bisogna aggiungere i Romani, i quali, sebbene li raggiungano facilmente in quanto a numero, tuttavia...».
După eliberarea Transilvaniei de sub suzeranitatea turcească, Curtea de la Viena a decis repopularea unor ținuturi a căror populație se rărise mult în cei aproximativ 150 de ani trecuți după 1526. În regiunile Satu Mare și Banat au fost aduși coloniști șvabi. Tot în secolul al XVIII-lea au avut loc și valuri de exod spre Țara Românească și Moldova.
Călătorul francez Pierre Lescalopier relatează în 1574: «Toată această țară: Țara Românească, Moldova și cea mai mare parte a Transilvaniei, a fost populată de colonii romane de pe vremea împăratului Traian... Cei din țară se numesc adevărați succesori ai romanilor și își numesc vorbirea Romanechte, adică romană».
Grigore Ureche scrie în Letopisețul Țării Moldovei din 1642-1647 că «În țara Ardealului nu lăcuiescu numai unguri, ce și sasi peste samă de mulți și români peste tot locul, de mai multu-i țara lățită de români decâtu de unguri», confirmând faptul că românii formau majoritatea populației.
În mod similar, în anul 1684 Miron Costin susține în Cronica țărilor Moldovei și Munteniei faptul că: «Și până azi ei (=românii din Ardeal) sunt mult mai numeroși ca ungurii, începând din Bacica sârbilor temișoreni, peste tot Mureșul, în Hațeg, in jurul Bălgradului, unde locuiesc principii, în Țara Oltului și în tot Maramureșul...»; cronicarul mai adaugă: «vedem si până astăzi în tot Ardealul și în țările de sus céle ungurești mai în jumătate cu ungurii, români, adeca râmléni, sântu lăcuitori până astăzi». Prin urmare, se cunoștea faptul că în Principatul Transilvaniei, inclusiv Partium, românii erau mai numeroși decât ungurii și secuii împreună, ceea ce ar indica un procent de cel puțin 50% din populația totală; acesta pare a fi și sensul expresiei lui M. Costin «mai in jumatate cu ungurii...».
Conscripțile dintre anii 1713 și 1733, făcute de autoritatea austriacă, ne arată că românii alcătuiau 63-65% din populația transilvăneană, în timp ce maghiarii, secuii și sașii atingeau 35-37%.